# Brachionidium ciliolatum
Brachionidium ciliolatum är en orkidéart som beskrevs av Leslie Andrew Garay. Brachionidium ciliolatum ingår i släktet Brachionidium och familjen orkidéer. Inga underarter finns listade i Catalogue of Life.